# Parashqevi Qiriazi
Parashqevi Qiriazi, född 1880, död 1970, var en albansk kvinnorättsaktivist.  Hon betraktas tillsammans med sin syster Sevasti Qiriazi som en pionjär inom Albaniens kvinnorörelse och utbildningshistoria. 
Hon utbildades i Istanbul. År 1909 grundade hon tillsammans med sin syster Albaniens första kvinnoförening Yll’i Mëngesit. År 1919 grundade hon kvinnoföreningen Perlindja i Korçë, som utgav kvinnotidningen Mbleta. 